# Mizar (azienda)
La Mizar è stata un'azienda italiana del settore tessile, che ha operato a Busto Arsizio.

## Storia
Fu fondata da Furio Cicogna, presidente della Châtillon nel 1963 come integrazione a valle della produzione delle fibre artificiali e si dedicò alla produzione di tessuti indemagliabili. In un primo tempo nella società Mizar erano ricompresi solo gli aspetti commerciali, mentre la produzione era considerata uno stabilimento della casa madre Châtillon. Lo scorporo e conferimento in una autonoma società per azioni avvenne nel 1972. L'unità produttiva ebbe un rapido sviluppo raggiungendo i 500 addetti. Nel 1972, in occasione della costituzione del gruppo Montefibre fu ceduta a un gruppo di imprenditori, per poi passare nel 1978 completamente al gruppo SITIP di Bergamo.
Per molti anni è stata considerata una delle importanti società industriali italiane si è dedicata ai diversi settori in cui sono utilizzati i tessuti indemagliabili, compresi i rivestimenti dei sedili per automobili. Nel 1984, insieme alla consociata Alcor, anch'essa di Busto raggiungeva i 30 miliardi di fatturato. Nel 2001 l'occupazione era ancora sopra le 350 unità. La successiva crisi del settore ha comportato periodi di contrasti con le organizzazioni sindacali e nel 2006 il numero dei dipendenti era sceso a 110 per proseguire con un lento stillicidio di ricorso agli ammortizzatori sociali fino al completo trasferimento a Cene, in provincia di Bergamo, e la chiusura.
Nel luglio 2019 SITIP, proprietaria dell'ex area Mizar (70.000 metri quadrati) abbandonata dal 2006, ha presentato un piano per il recupero che prevede un cinema multisala, negozi, capannino per attività produttive, un centro sportivo. I lavori di demolizione di parte dei capannoni della ex azienda sono stati svolti a cavallo tra il 2020 e il 2021.